# Campylopus nepalensis
Campylopus nepalensis là một loài Rêu trong họ Dicranaceae. Loài này được (Brid.) A. Jaeger mô tả khoa học đầu tiên năm 1872.